# Dongfeng KR
Dongfeng KR або Dongfeng Kingrun або DongFeng Brocade — сімейство середньотонажних вантажівок китайської компанії Dongfeng Motor. Загальний обсяг продажів цих вантажівок перевищив 200 000 одиниць.

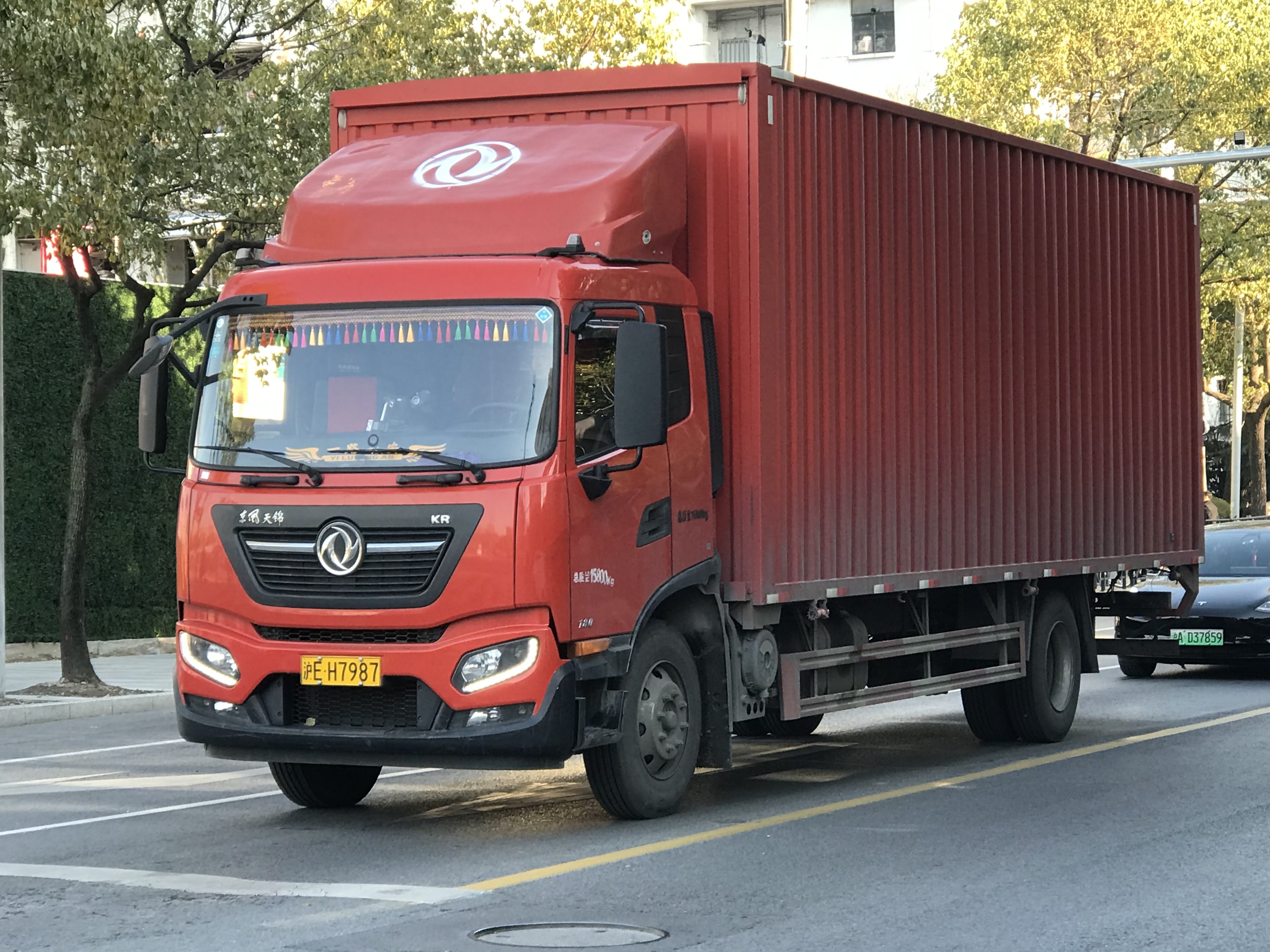
Dongfeng KR (з 2019)

Автомобілі Dongfeng KR комплектуються дизельними двигунами Dongfeng об'ємом 4,5–6,7 літра потужністю 140-270 к.с. (Євро-2 - Євро-5).
На вантажівки встановлюють коробки власного виробництва DF6S900.